# Max Goldschmidt
Max Goldschmidt (* 28. März 1864 in Mainz; † 10. November 1920 in Berlin) war ein deutscher Humorist und Volkssänger.

## Leben
Max Goldschmidt wurde am 28. März 1864 als Maximilian Joseph Goldschmidt in Mainz in Rheinhessen geboren.
Er trat Ende des 19. Jahrhunderts in Frankfurt am Main als Humorist und Verfasser von Liedern und Vorträgen auf. In der Frankfurter Fastnacht spielte er neben August Schmitter als politischer Büttenredner eine Rolle.
Goldschmidt hat kurz nach der Jahrhundertwende bei der Gramophone Company in Hannover eine Reihe von Aufnahmen mit Rezitationen und humoristischen Vorträgen gemacht, dabei sowohl auf kleinen 7" als auch auf 10" Platten.
Viele seiner Texte weisen lokale Bezüge auf Frankfurt am Main auf: die Waldbahn, die Zeil, die Hauptwache, den Zoologischen Garten. Auch zeitgeschichtliche Bezüge gibt es: ein Vortrag nimmt Warenhäuser zum Thema, ein anderer die Straßenbahn; alles Dinge, die in Goldschmidts Zeit neu aufkamen und die er in seinen Liedern besang, ebenso wie ein „Großfeuer in Frankfort“ oder „Ein Unglück auf der Zeil“, das Auftreten des Hundefängers oder die Freuden des Frankfurters beim Äbbelwoi.

## Textausgaben
Eine Sammlung seiner Lieder und Vorträge ist unter dem Titel „Frankfurter Humor“ 1895 im Verlag Blazek in Frankfurt am Main erschienen.

## Tondokumente
- Max Goldschmidt: 16 Titel bei CHARM

Aufnahmen bei der Gramophone & Typewriter Co.
- G&T 7":
  - 41 059 (mx. 743 g) Eine Sonntagsfahrt auf der Waldbahn, 1. Teil: Der Juxplatz.  Katl. S. 2[7]
  - 41 060 (mx. 770 g) dto. 2. Teil: E gut Antwort.
  - 41 062 (mx. 740 g) Vor dem Grammophon
  - 41 063 (mx. 742 g) Uff de Zeil’ (Text: Goldschmidt)
  - 41 064 (mx. 741 g) Der Hundefänger kimmt / Der Äbbelwoi
  - 41 065 (mx. 767 g) E neu Lotterie
  - 41 066 (mx. 768 g) Nette Pflänzcher
  - 41 067 (mx. 745 g) An der Hauptwache
  - 41 068 (mx. 746 g) Regatta, 1. Teil
  - 41 069 (mx. 766 g) Wo die Gewitter herkomme
  - 41 072 (mx. 744 g) Eine Sonntagsfahrt auf der Waldbahn, 2. Teil: E gut Antwort
  - 41 073 (mx. 747 g) Regatta, 2. Teil
  - 41 074 (mx. 765 g) Silvesternacht uff der Zeil’
  - 41 415 (mx. 1126 b)	Der Sachsehäuser in Amerika.  Katl. S. 10
  - 41 416 (mx. 1129 b)	Großfeuer in Frankfort

- G&T 10":
  - 41 208 ? [keine Angaben: nicht veröffentlichter Test ?]
  - 41 369 (mx. 1150 b) Frankfurter Warenhaus Vortrag. Katl. S. 9
  - 41 370 (mx. 1151 b) Kusslehre (Text: Goldschmidt)
  - 41 373 (mx. 1173 b) Kitzehipper im Worschnas[8]
  - 41 374 (mx. 1174 b) Dreißigpfennigtag im Frankfurter zoologischen Garten
  - 41 382 (mx. 1196 b) E Fahrt mit de Elektrische
  - 41 383 (mx. 1197 b) Droschkekutscher Wuppdich als Fremdenführer
  - 41 417 (mx. 1130 b) Beim Äppelwei’ (mit Alfonso Schich)
  - 41 418 (mx. 1131 b) E Unglick uff der Zeil’ (mit Alfonso Schich)